# Pansartorp
Pansartorp är en by i Hällefors kommun i Örebro län. Trakten befolkades på 1600-talet av finnar.
I byn ligger bl.a. torpet Fridhem som är bebott sedan 1600-talet. Vackra lieslagna ängar finns längs bergslutningarna. Paradiset, Lankstället och Rajski var andra torp. Lilla Tomsjön, nära sjön med samma namn, är en gård som finns än idag.
I Pansartorp fanns en station på Hällefors–Fredriksbergs järnväg.